# Marco de Vroedt
Marco de Vroedt (18 oktober 1961) is een voormalig Nederlands voetballer. Hij stond onder contract bij FC Den Haag. De Vroedt speelde daarvoor voor RVC Rijswijk. Hij werd later voorzitter van Semper Altius.

## Statistieken
| Seizoen | Club        | Land      | Competitie | Wed. | Goals |
| ------- | ----------- | --------- | ---------- | ---- | ----- |
| 1979/80 | FC Den Haag | Nederland | Eredivisie | 7    | 0     |
| 1980/81 | FC Den Haag | Nederland | Eredivisie | 7    | 1     |
| 1981/82 | FC Den Haag | Nederland | Eredivisie | 14   | 0     |
| Totaal  | Totaal      | Totaal    | Totaal     | 28   | 1     |